# Masacrul de la Pădurea Olănești
Masacrul de la Pădurea Olănești (cunoscut și ca Masacrul de pe Nistru) a avut loc la 23 februarie 1932, unde aproximativ 40 de români transnistreni au fost uciși de către trupele sovietice când încercau să treacă granița din URSS în România.

## Context
Un genocid antiromânesc foarte puțin cunoscut a avut loc încă înaintea ocupării Basarabiei în 1940, contra românilor de la est de Nistru. Despre dimensiunea crimelor există doar informații fragmentare și incomplete.
Românii transnistreni erau arestați, torturați, persecutați, executați, sau deportați în lagărele Siberiei.La început zeci, apoi sute dintre aceștia își lăsau tot ce aveau și încercau să treacă apa Nistrului în România. De atunci, și mai ales de la declanșarea foametei din Ucraina (și din RASSM), exodul a luat amploare. Autoritățile sovietice, pentru a opri această fugă generalizată, detașează în Republica Autonomă Moldovenească Sovietică agenți GPU și trupe speciale pentru a zăvorî frontiera.Detașamentele de grăniceri sunt întărite în așa fel încât nimic să nu mai poată trece. Totuși, românii, dar și ruși sau ucraineni, încearcă și uneori reușesc imposibilul, în special în nopțile geroase de iarnă, când  traversarea se putea face pe gheață. Victimele erau nenumărate, grănicerii sovietici folosind mitralierele pentru a-i opri.
Datorită acestor treceri și faptului că refugiații nu aveau nimic și nici posibilități de întreținere, se organizează „Comitetul pentru ajutorarea refugiaților moldoveni de dincolo de Nistru” condus de Pantelimon Halippa, care preia donațiile pentru refugiați și se ocupă de cazarea, hrana, îmbrăcarea lor, face eforturi pentru găsirea rudelor, caută locuri de muncă pentru adulți și se ocupă cu școlarizarea copiilor refugiați.Între timp, numărul refugiaților se mărea din ce în ce mai mult, dar și ale victimelor, iar poveștile supraviețuitorilor sunt cutremurătoare: foamea, frigul, amenințările deportărilor și comportamentul bestial al autorităților i-a făcut să riște ce le-a mai rămas, viața, în încercarea de a trece Nistrul în România.

## Desfășurarea masacrului
Pe 23 februarie 1932, la ora douăsprezece noaptea, în dreptul localității Olănești, de pe țărmul sovietic al Nistrului unde era o pădure, se aude o canonadă de mitraliere și zgomote de grenadă. Bombardamentul durează circa 20 minute, după care se oprește de tot. Nu după mult timp pe malul românesc apare un grup de douăzeci de refugiați moldoveni îngroziți, supraviețuitorii masacrului, cu privirile dezorientate, 8 dintre ei fiind răniți de gloanțe.
Tremurând de spaimă, supraviețuitorii masacrului au povestit că au fost mai bine de șaizeci de români care au pornit spre malul Nistrului prin pădurea Olănești, dar au fost surprinși de grănicerii sovietici și agenții GPU care au deschis focul către grup fără . Mai bine de patruzeci de români transnistreni din grupul lor au murit.Nimeni nu era înarmat, dar la ieșirea din pădurea de lângă Purcari, cerul s-a luminat de rachetele sovietice și s-a dezlănțuit măcelul.Prinși în focul mitralierelor care secerau vieți omenești, supraviețuitorii au luat-o la fugă, urmăriți de o unitate GPU care trăgea continuu după ei, fără să le pese de țipetele victimelor, printre care erau femei și copii.

## Urmări
În ședința de la 26 februarie 1932, din Parlamentul României, s-a discutat despre masacru, dar măsuri concrete nu s-au putut lua, din moment ce sovieticii tratau toate aceste acuze drept propagandă capitalistă.
Dar masacrul din Pădurea Olănești va fi complet uitat din cauza atrocităților comise românilor de către sovietici după cedarea Basarabiei și Bucovinei de Nord la 26 iunie 1940. Tragedia basarabenilor și bucovinenilor, mult mai apropiată și mai mediatizată, a făcut uitată tragedia românilor transnistreni.